# ويليام هنري قاي
ويليام هنري قاي (بالإنجليزية: William Henry Guy)‏ هو سياسي بريطاني (وحمل سابقاً جنسية المملكة المتحدة لبريطانيا العظمى وأيرلندا)، ولد في 1890، وتوفي في 1 أغسطس 1968. حزبياً، نشط في حزب العمال. في الانتخابات الفرعية في مجلس العموم البريطاني ‏، انتخب عضو برلمان المملكة المتحدة الـ37 عن دائرة Poplar South (UK Parliament constituency) ‏ (12 أغسطس 1942 – 15 يونيو 1945) وفي الانتخابات العامة في المملكة المتحدة 1945 ‏، انتخب عضو برلمان المملكة المتحدة الـ38 عن دائرة Poplar South (UK Parliament constituency) ‏ (5 يوليو 1945 – 3 فبراير 1950).